# Karl Vorländer
Karl Vorländer (Marburg, 1860 – Marburg, 1928) è stato un filosofo tedesco.

## Biografia
Pensatore di orientamento neokantiano, fu professore di liceo a Solingen. Insieme a Hermann Cohen, Paul Natorp e Ernst Cassirer, fu un esponente della Scuola di Marburgo. Pubblicò numerosi studi su Kant, sul rapporto tra Kant e il pensiero socialista e sull'influenza di Kant nell'opera di Johann Wolfgang Goethe. La sua biografia di Kant del 1924 è considerata come una delle più importanti.

## Opere
- Kant und der Sozialismus (1900)
- Kant, Schiller, Goethe (Leipzig: Dürr, 1907 and 1923)
- Geschichte der Philosophie (1908)
- Immanuel Kants Leben (1911)
- Kant und Marx: ein Beitrag zur Philosophie des Sozialismus (1911; 1926)
- Kant, Fichte, Hegel und der Sozialismus (Berlin: Cassirer, 1920)
- Immanuel Kant. Der Mann und das Werk (Leipzig: Felix Meiner, 1924, 3. erw. Aufl. 1992)

## Traduzioni
- La filosofia della storia di Emanuele Kant, in I. Kant Saggi sulla storia, A. Giuffrè, Milano 1972.
- Il formalismo dell'etica kantiana nella sua necessità e fecondità, Unicopli, Milano 2003.